# Гергард Тібен
Гергард Тібен (нім. Gerhard Thyben; 24 лютого 1922, Кіль, Веймарська республіка — 4 вересня 2006, Калі, Колумбія) — німецький льотчик-ас винищувальної авіації, оберлейтенант люфтваффе (1944).

## Біографія
В кінці 1940 року вступив добровольцем в люфтваффе. Пройшов підготовку в 5-му училище винищувальної авіації в Парижі (1942). В кінці 1942 року направлений на службу в 6-у ескадрилью 3-ї винищувальної ескадри «Удет». Учасник боїв на південній ділянці радянсько-німецького фронту. Свою першу перемогу здобув 26 лютого 1943 року. У липні 1943 року група Тібена перекинута в Амстердам для боротьби з англо-американськими бомбардувальниками. До квітня 1944 року на його рахунку було 50 збитих літаків противника. У квітні 1944 року переведений в 5-у ескадрилью 54-ї винищувальної ескадри, що воювала на радянсько-німецькому фронті. Учасник боїв в районі Дюнабурга, Риги, Везенберга, Дорпату. У червні 1944 року очолив 7-ю ескадрилью 54-ї винищувальної ескадри, якою командував до кінця війни. У червні 1944 року здобув свою 100-ту перемогу. Свою останню перемогу здобув 8 травня 1945 року, збивши над морем в районі Лієпая Пе-2, до екіпажу якого входили Герої Радянського Союзу Олексій Грачов і Григорій Давиденко. За час бойових дій здійснив 385 бойових вильотів і збив 157 літаків противника, включаючи 152 на радянсько-німецькому фронті (з них 28 Іл-2). У травні 1945 року здався англо-американським військам. У 1946 році звільнений і незабаром емігрував до Колумбії.

## Нагороди
- Нагрудний знак пілота
- Залізний хрест
  - 2-го класу (25 травня 1943)
  - 1-го класу (10 липня 1943)
- Почесний Кубок Люфтваффе (30 серпня 1943)
- Німецький хрест в золоті (24 жовтня 1943)
- Лицарський хрест Залізного хреста з дубовим листям
  - лицарський хрест (6 грудня 1943) — за 116 повітряних перемог.
  - дубове листя (№ 822; 8 квітня 1945) — за 156 перемог.
- Авіаційна планка винищувача в золоті